# Mathieu Péalardy
Mathieu Péalardy dit Pélardy, né le 9 septembre 1753 à Vadans (Jura), mort le 5 mai 1836 à Versailles (Seine-et-Oise), est un général français de la Révolution et de l’Empire.

## États de service
Il entre en service le 30 juillet 1771, comme soldat au Régiment de Grenoble artillerie, et il passe sergent le 1er mars 1777. Le 16 février 1786, il est incorporé comme sergent-major au régiment d’artillerie des colonies, et il sert aux Antilles de 1786 à 1791. Il est nommé lieutenant en troisième le 3 juillet 1788, et il est de retour en France en 1791.
Il devient lieutenant en second le 1er mars 1792, et lieutenant en premier le 1er janvier 1793. Capitaine le 20 septembre 1793, il est employé à l’armée du Nord en 1792 et 1793, puis à l’armée de l’Ouest en septembre de cette dernière année. Directeur provisoire de l’artillerie de Port-Louis, il est désigné le 21 janvier 1794 pour commander l’artillerie des Îles du Vent dans les Petites Antilles. Arrivé le 22 avril 1794, il se distingue dans la défense de Pointe-à-Pitre, où les Anglais perdent 800 hommes, et le commissaire de la République Victor Hugues déclare « qu'il a bien mérité de la patrie » et qu'il est promu directement au grade général de division provisoire le 5 juillet 1794. Il surprend les anglais en débarquant à Goyave et en utilisant les canons prêts à tirer contre eux.Il est confirmé dans son grade de général de division le 11 septembre suivant.
De retour en France le 5 octobre 1795, à bord de la frégate « l’Enfant-de-la-Patrie », il est de nouveau envoyé sur les Îles du Vent le 5 juin 1798, comme commandant des troupes de la garnison française où il arrive le 22 novembre.
Le 11 vendémiaire an VIII (3 octobre 1799), l'Agent particulier du Directoire exécutif de la Guadeloupe Desfourneaux est arrêté par 46 conjurés qui ont convaincu Pélardy et le général Pâris,. Il sera provisoirement agent particulier du Directoire exécutif de la Guadeloupe du 12 (4) au 14 vendémiaire (6 octobre), le temps d'un vote. Le 9 germinal an VIII (30 mars 1800), le général Pâris et lui ont l'ordre d'embarquer sur le Dragon afin de répondre de leur acte lors du renvoi du général Desfourneaux en France. Il se défendra le 4 messidor an IX (23 juin 1801) d'avoir participé à l'embarquement de Desfourneaux pour prendre sa place.
Le 30 janvier 1800, démis de ses fonctions et renvoyé en France à bord de la frégate « la Vengeance », il est attaqué par la frégate américaine « la Constellation » et forcé de relâcher à Caracas au Venezuela, où il reste pendant sept mois.
De retour en Guadeloupe, il embarque le 27 février 1801, à bord de la corvette « le Général Brune », et il est fait prisonnier par les Anglais le 9 avril suivant, et conduit en Angleterre. Relâché sur parole, il est échangé après le traité de Paix d'Amiens en mars 1802. Il est admis à la retraite le 1er juillet 1811.
Il meurt le 5 mai 1836, à Versailles.

## Sources
- (en) « Generals Who Served in the French Army during the Period 1789 - 1814: Eberle to Exelmans »
- Thierry Pouliquen, « Les généraux français et étrangers ayant servis [sic] dans la Grande Armée » (consulté le 11 septembre 2014)
- Georges Six, Dictionnaire biographique des généraux & amiraux français de la Révolution et de l'Empire (1792-1814) Paris : Librairie G. Saffroy, 1934, 2 vol.
- Baptiste-Pierre Courcelles, Dictionnaire historique et biographique des généraux français : depuis le onzième siècle jusqu'en 1822, Tome 8, l’Auteur, 1823, 459 p. (lire en ligne), p. 265.
- (pl) « Napoléon.org.pl »